# 경성회
경성회(慶聖會, 1657년 ~ 1728년)는 조선의 문신이다. 본관은 청주(淸州). 자는 중가(仲嘉)이다. 호조참판 경섬(慶暹)의 증손자이며, 판결사(判決事) 경최(慶㝡)의 아들이다.

## 생애
1711년(숙종(肅宗) 37년) 식년시(式年試) 문과에 병과(丙科) 8위로 급제하였다.
1716년(숙종 42년) 사헌부 장령(掌令)으로서 상소(上疏)하기를, 관동(關東)의 전정(田政)을 바로잡고 황장 금표(黃腸禁標) 안에 들어가 경작하는 폐단을 엄단하고 조곡(糶穀)을 남겨 저축하여 불시의 수요에 대비하기를 청하고, 또 인재를 소통(疏通)하고 박만정(朴萬鼎)·강현(姜鋧)·이이만(李頤晩) 등을 거두어 서용(敍用)하기를 청하고, 강세윤(姜世胤)을 신구(伸救)하니, 임금이 우악(優渥)하게 비답(批答)하고 받아들였다.
이후 길주목사(吉州牧使)로 지내고, 1726년(영조 2년) 동부승지(同副承旨)를 거쳐 승지(承旨)에 이르렀다. 승지로서 조선 단종의 충신 사육신 박팽년, 성삼문의 후손들을 국가에서 돌볼 것을 국왕에게 주청하기도 했다.
1727년 12월 사헌부에서 "홍성보(洪性輔)·경성회(慶聖會)는 경화(京華)의 세족(世族)으로서 몸가짐이 추잡하고 마음씀이 간사하며 부귀(富貴)를 탐내어 시세(時勢)에 따라 반복(反覆)했다."며 삭직을 청하기도 했다.